# 大阪府の救急医療
大阪府の救急医療（おおさかふのきゅうきゅういりょう）では、大阪府の救急医療体制について解説する。

## 概要
基本的には大阪府も全国同様、入院加療を必要としない軽症者を担当する1次（初期）から最重症者を担当する3次救急までの体制である。医療圏ごとに府や市町村が連携して、相当の体制が組まれている。

## 初期救急
初期救急体制は市町村が構築する。基本的に休日・夜間急病診療所が対応し、小児科に関しては多くの医療圏で存在する小児初期救急センターも時間を分けて対応する。小児初期救急広域事業により、各医療機関が輪番で対応している場合もある。眼科・耳鼻咽喉科は大阪市の中央急病診療所で体制している。

### 休日・夜間急病診療所一覧（小児初期急病センター含む）
| 休日・夜間急病診療所一覧（小児初期急病センター含む）         |
| ------------------------------------------------------------ |
| （財）豊中市医療保健センター診療所                           |
| 豊中市立庄内保健センター                                     |
| 池田市立休日急病診療所                                       |
| 豊能広域こども急病センター                                   |
| 箕面市立病院                                                 |
| 吹田市立休日急病診療所                                       |
| 大阪大学歯学部附属病院                                       |
| 摂津市立休日小児急病診療所                                   |
| （一財）茨木市保健医療センター附属急病診療所                 |
| （公財）大阪府三島救急医療センター高槻島本夜間休日応急診療所 |
| 東大阪市休日急病診療所                                       |
| 市立東大阪医療センター（中河内小児初期救急広域事業）         |
| 河内総合病院（中河内小児初期救急広域事業）                   |
| 八尾市保健センター休日急病診療所                             |
| 八尾市立病院（中河内小児初期救急広域事業）                   |
| 市立柏原病院                                                 |
| 藤井寺市立保健センター休日急病診療所                         |
| 羽曳野市立保健センター休日急病診療所                         |
| 松原徳洲会病院                                               |
| 大阪狭山市医師会休日診療所                                   |
| 富田林市立休日診療所                                         |
| 大阪府済生会富田林病院（南河内南部広域小児急病診療事業）     |
| 河内長野市立休日急病診療所                                   |
| 堺市こども急病診療センター                                   |
| 堺市泉北急病診療センター                                     |
| 堺市口腔保健センター附属歯科診療所                           |
| （財）高石市保健医療センター高石市立休日診療所               |
| 泉州北部小児初期救急広域センター                             |
| 貝塚市立休日急患診療所                                       |
| 泉州南部初期急病センター                                     |
| （公財）大阪市救急医療事業団中央急病診療所                   |
| （公財）大阪市救急医療事業団都島休日急病診療所               |
| （公財）大阪市救急医療事業団西九条休日急病診療所             |
| （公財）大阪市救急医療事業団十三休日急病診療所               |
| （公財）大阪市救急医療事業団今里休日急病診療所               |
| （公財）大阪市救急医療事業団中野休日急病診療所               |
| （公財）大阪市救急医療事業団沢之町休日急病診療所             |
| （一社）大阪府歯科医師会附属歯科診療所                       |

## 2次救急
全国同様、入院や手術を必要とする患者に対応する。各医療圏に相当数の2次救急指定病院があり、中にはより高度な救急医療を実施する病院もある。病院は大型の総合病院から地域の小さな病院まで様々である。なお大阪市救急医療情報システムの救急病院とは、2次救急病院を指している。なお、精神科救急病院も2次に含まれる。通年で対応する病院とそうでない病院がある。また輪番対応もある。科目による場合もある。

### 2次救急病院一覧
（2024年10月31日現在）
| 二次医療圏     | 2次救急病院一覧                        |
| -------------- | -------------------------------------- |
| 豊能           | 豊中若葉会病院                         |
| 豊能           | 豊中敬仁会病院                         |
| 豊能           | 市立豊中病院                           |
| 豊能           | 関西メディカル病院                     |
| 豊能           | 大阪刀根山医療センター                 |
| 豊能           | 小西病院                               |
| 豊能           | さわ病院                               |
| 豊能           | 小曽根病院                             |
| 豊能           | 上田病院                               |
| 豊能           | 大阪脳神経外科病院                     |
| 豊能           | 千里山病院                             |
| 豊能           | 市立池田病院                           |
| 豊能           | 巽病院                                 |
| 豊能           | 池田回生病院                           |
| 豊能           | 協和会病院                             |
| 豊能           | 大阪府済生会吹田病院                   |
| 豊能           | 市立吹田市民病院                       |
| 豊能           | 井上病院                               |
| 豊能           | 大和病院                               |
| 豊能           | 榎坂病院                               |
| 豊能           | 国立循環器病研究センター               |
| 豊能           | 吹田徳洲会病院                         |
| 豊能           | 大阪府済生会千里病院                   |
| 豊能           | 大阪大学医学部附属病院                 |
| 豊能           | 箕面市立病院                           |
| 三島           | うえだ下田部病院                       |
| 三島           | 第一東和会病院                         |
| 三島           | 大阪医科薬科大学病院                   |
| 三島           | 北摂総合病院                           |
| 三島           | 大阪医科薬科大学三島南病院             |
| 三島           | 美喜和会オレンジホスピタル             |
| 三島           | 光愛病院                               |
| 三島           | 新阿武山病院                           |
| 三島           | 高槻赤十字病院                         |
| 三島           | 高槻病院                               |
| 三島           | みどりヶ丘病院                         |
| 三島           | 摂津医誠会病院                         |
| 三島           | 摂津ひかり病院                         |
| 三島           | 藍野病院                               |
| 三島           | 藍野花園病院                           |
| 三島           | 谷川記念病院                           |
| 三島           | 茨木みどりヶ丘病院                     |
| 三島           | 大阪府済生会茨木病院                   |
| 三島           | 北大阪ほうせんか病院                   |
| 三島           | 友紘会総合病院                         |
| 三島           | 茨木病院                               |
| 三島           | 田中病院                               |
| 三島           | 日翔会病院                             |
| 三島           | 東和会いばらき病院                     |
| 三島           | 摂津ひかり病院                         |
| 三島           | 水無瀬病院                             |
| 北河内         | 守口生野記念病院                       |
| 北河内         | 京阪病院                               |
| 北河内         | 守口敬仁会病院                         |
| 北河内         | もりぐち清水会病院                     |
| 北河内         | 関西医科大学総合医療センター           |
| 北河内         | 松下記念病院                           |
| 北河内         | 星ヶ丘医療センター                     |
| 北河内         | 友隣会メディカルケアクリニック         |
| 北河内         | 吉田病院                               |
| 北河内         | 東香里病院                             |
| 北河内         | 香里ヶ丘有恵会病院                     |
| 北河内         | 中村病院                               |
| 北河内         | 枚方東整形外科病院                     |
| 北河内         | 枚方公済病院                           |
| 北河内         | 関西医科大学くずは病院                 |
| 北河内         | 佐藤病院                               |
| 北河内         | 向山病院                               |
| 北河内         | 関西記念病院                           |
| 北河内         | 新世病院                               |
| 北河内         | 福田総合病院                           |
| 北河内         | 関西医科大学附属病院                   |
| 北河内         | 天の川病院                             |
| 北河内         | 市立ひらかた病院                       |
| 北河内         | 小松病院                               |
| 北河内         | 青樹会病院                             |
| 北河内         | 寝屋川ひかり病院                       |
| 北河内         | 寝屋川生野病院                         |
| 北河内         | 星光病院                               |
| 北河内         | 藤本病院（寝屋川市）                   |
| 北河内         | 上山病院                               |
| 北河内         | 大阪複十字病院                         |
| 北河内         | ねや川サナトリウム                     |
| 北河内         | 関西医科大学香里病院                   |
| 北河内         | 阪奈病院                               |
| 北河内         | 大東中央病院                           |
| 北河内         | 仁泉会病院                             |
| 北河内         | 野崎徳洲会病院                         |
| 北河内         | 蒼生病院                               |
| 北河内         | 摂南総合病院                           |
| 北河内         | 萱島生野病院                           |
| 北河内         | 北河内藤井病院                         |
| 北河内         | 畷生会脳神経外科病院                   |
| 北河内         | 交野病院                               |
| 中河内         | 八尾徳洲会総合病院                     |
| 中河内         | 医真会八尾総合病院                     |
| 中河内         | 厚生会第一病院                         |
| 中河内         | 八尾市立病院                           |
| 中河内         | 東朋八尾病院                           |
| 中河内         | 貴島病院本院                           |
| 中河内         | 市立柏原病院                           |
| 中河内         | 国分病院                               |
| 中河内         | 八戸の里病院                           |
| 中河内         | 池田病院                               |
| 中河内         | 小阪病院                               |
| 中河内         | 阪本病院                               |
| 中河内         | 東大阪山路病院                         |
| 中河内         | 喜馬病院                               |
| 中河内         | 市立東大阪医療センター                 |
| 中河内         | 河内総合病院                           |
| 中河内         | 石切生喜病院                           |
| 中河内         | 恵生会病院                             |
| 中河内         | 若草第一病院                           |
| 南河内         | 小川外科                               |
| 南河内         | 結のぞみ病院                           |
| 南河内         | 大阪府済生会富田林病院                 |
| 南河内         | PL病院                                 |
| 南河内         | 南河内おか病院                         |
| 南河内         | 国立病院機構大阪南医療センター         |
| 南河内         | 寺元記念病院                           |
| 南河内         | 吉村病院                               |
| 南河内         | 阪南中央病院                           |
| 南河内         | 松原徳洲会病院                         |
| 南河内         | 明治橋病院                             |
| 南河内         | 藤本病院（羽曳野市）                   |
| 南河内         | 城山病院                               |
| 南河内         | 大阪はびきの医療センター               |
| 南河内         | 運動器ケア しまだ病院                  |
| 南河内         | 丹比荘病院                             |
| 南河内         | 高村病院                               |
| 南河内         | 寺下病院                               |
| 南河内         | 青山脳神経外科病院                     |
| 南河内         | さくら会病院                           |
| 南河内         | 樫本病院                               |
| 南河内         | 近畿大学病院                           |
| 南河内         | 辻本病院                               |
| 南河内         | 大阪さやま病院                         |
| 堺市           | 浅香山病院                             |
| 堺市           | 清恵会病院                             |
| 堺市           | 耳原総合病院                           |
| 堺市           | 堺山口病院                             |
| 堺市           | 阪堺病院                               |
| 堺市           | 邦和病院                               |
| 堺市           | 南堺病院                               |
| 堺市           | 堺平成病院                             |
| 堺市           | 堺フジタ病院                           |
| 堺市           | ベルランド総合病院                     |
| 堺市           | 阪南病院                               |
| 堺市           | 阪和第二泉北病院                       |
| 堺市           | 日野病院                               |
| 堺市           | 馬場記念病院                           |
| 堺市           | 堺市立総合医療センター                 |
| 堺市           | 泉北陣内病院                           |
| 堺市           | 堺咲花病院                             |
| 堺市           | 金岡中央病院                           |
| 堺市           | 堺若葉会病院                           |
| 堺市           | 植木病院                               |
| 堺市           | 大阪ろうさい病院                       |
| 堺市           | 国立病院機構近畿中央呼吸器センター     |
| 堺市           | 吉川病院 (堺市)                        |
| 堺市           | 田中病院                               |
| 堺市           | 美原病院                               |
| 泉州           | 岸和田徳洲会病院                       |
| 泉州           | 藤井病院                               |
| 泉州           | 寺田萬寿病院                           |
| 泉州           | 久米田病院                             |
| 泉州           | 市立岸和田市民病院                     |
| 泉州           | 葛城病院                               |
| 泉州           | かわい病院                             |
| 泉州           | 泉大津市立病院                         |
| 泉州           | 市立貝塚病院                           |
| 泉州           | 貝塚中央病院                           |
| 泉州           | こころあ病院                           |
| 泉州           | 木島病院                               |
| 泉州           | 水間病院                               |
| 泉州           | 河崎病院                               |
| 泉州           | 関西サナトリウム                       |
| 泉州           | 佐野記念病院                           |
| 泉州           | りんくう総合医療センター               |
| 泉州           | 和泉中央病院                           |
| 泉州           | 和泉市立総合医療センター               |
| 泉州           | 府中病院                               |
| 泉州           | 光生病院                               |
| 泉州           | 大阪母子医療センター                   |
| 泉州           | 咲花病院                               |
| 泉州           | 阪和いずみ病院                         |
| 泉州           | 浜寺病院                               |
| 泉州           | 高石藤井病院                           |
| 泉州           | 野上病院                               |
| 泉州           | 泉南大阪晴愛病院                       |
| 泉州           | 阪南市民病院                           |
| 泉州           | 永山病院                               |
| 泉州           | 七山病院                               |
| 泉州           | 与田病院                               |
| 大阪市（北部） | 桜橋渡辺未来医療病院                   |
| 大阪市（北部） | 住友病院                               |
| 大阪市（北部） | 大阪府済生会中津病院                   |
| 大阪市（北部） | 行岡病院                               |
| 大阪市（北部） | 医誠会国際総合病院                     |
| 大阪市（北部） | 北野病院                               |
| 大阪市（北部） | 加納総合病院                           |
| 大阪市（北部） | 大阪回生病院                           |
| 大阪市（北部） | 北大阪病院                             |
| 大阪市（北部） | 貴生病院                               |
| 大阪市（北部） | 大阪市立十三市民病院                   |
| 大阪市（北部） | 淀川キリスト教病院                     |
| 大阪市（北部） | 神原病院                               |
| 大阪市（北部） | 協和病院                               |
| 大阪市（北部） | 明生病院                               |
| 大阪市（北部） | 聖和病院                               |
| 大阪市（北部） | 藤立病院                               |
| 大阪市（北部） | 福島病院                               |
| 大阪市（北部） | 大阪旭こども病院                       |
| 大阪市（北部） | 牧病院                                 |
| 大阪市（西部） | 日本生命病院                           |
| 大阪市（西部） | 大野記念病院                           |
| 大阪市（西部） | 大阪掖済会病院                         |
| 大阪市（西部） | 多根総合病院                           |
| 大阪市（西部） | 吉川病院 (大阪市)                      |
| 大阪市（西部） | 内藤病院                               |
| 大阪市（西部） | ほくとクリニック病院                   |
| 大阪市（西部） | 大阪府済生会泉尾病院                   |
| 大阪市（西部） | 地域医療機能推進機構大阪みなと中央病院 |
| 大阪市（西部） | えびえ記念病院                         |
| 大阪市（西部） | 関西電力病院                           |
| 大阪市（西部） | 地域医療機能推進機構大阪病院           |
| 大阪市（西部） | フジタ病院                             |
| 大阪市（西部） | 大阪整形外科病院                       |
| 大阪市（西部） | 大阪暁明館病院                         |
| 大阪市（西部） | 西淀病院                               |
| 大阪市（西部） | 千船病院                               |
| 大阪市（東部） | 国立病院機構大阪医療センター           |
| 大阪市（東部） | 大阪府済生会野江病院                   |
| 大阪市（東部） | 東大阪病院                             |
| 大阪市（東部） | おおさかグローバル整形外科病院         |
| 大阪市（東部） | サトウ病院                             |
| 大阪市（東部） | 森之宮病院                             |
| 大阪市（東部） | 外科野崎病院                           |
| 大阪市（東部） | 矢木脳神経外科病院                     |
| 大阪市（東部） | 朋愛病院                               |
| 大阪市（東部） | 東成病院                               |
| 大阪市（東部） | 中本病院                               |
| 大阪市（東部） | 新協和病院                             |
| 大阪市（東部） | 藍の都脳神経外科病院                   |
| 大阪市（東部） | 和田病院                               |
| 大阪市（東部） | コープおおさか病院                     |
| 大阪市（東部） | 本田病院                               |
| 大阪市（東部） | 国立病院機構大阪医療センター           |
| 大阪市（東部） | 大手前病院                             |
| 大阪市（東部） | 高津病院                               |
| 大阪市（東部） | 脳神経外科日本橋病院                   |
| 大阪市（東部） | 原田病院                               |
| 大阪市（東部） | 大阪赤十字病院                         |
| 大阪市（東部） | 大阪警察病院                           |
| 大阪市（東部） | 第二大阪警察病院                       |
| 大阪市（東部） | 松崎病院                               |
| 大阪市（東部） | 育和会記念病院                         |
| 大阪市（東部） | 生野中央病院                           |
| 大阪市（東部） | 村田病院                               |
| 大阪市（東部） | アエバ外科病院                         |
| 大阪市（東部） | 共和病院                               |
| 大阪市（東部） | 愛染橋病院                             |
| 大阪市（東部） | なにわ生野病院                         |
| 大阪市（東部） | 富永病院                               |
| 大阪市（南部） | 大阪公立大学医学部附属病院             |
| 大阪市（南部） | 相原第二病院                           |
| 大阪市（南部） | 大阪鉄道病院                           |
| 大阪市（南部） | 東住吉森本病院                         |
| 大阪市（南部） | 東和病院                               |
| 大阪市（南部） | 長吉総合病院                           |
| 大阪市（南部） | 正和病院                               |
| 大阪市（南部） | 平野若葉会病院                         |
| 大阪市（南部） | 緑風会病院                             |
| 大阪市（南部） | 植田産婦人科                           |
| 大阪市（南部） | まちだ胃腸病院                         |
| 大阪市（南部） | 杏林記念病院                           |
| 大阪市（南部） | 大和中央病院                           |
| 大阪市（南部） | 愛壽記念病院                           |
| 大阪市（南部） | 思温病院                               |
| 大阪市（南部） | 山本第三病院                           |
| 大阪市（南部） | 阪和記念病院                           |
| 大阪市（南部） | あびこ病院                             |
| 大阪市（南部） | 越宗整形外科病院                       |
| 大阪市（南部） | 大阪府立急性期・総合医療センター       |
| 大阪市（南部） | 友愛会病院                             |
| 大阪市（南部） | 南港病院                               |
| 大阪市（南部） | 南大阪病院                             |

## 3次救急
最重症者に対応する。いわゆる救命救急センター等が該当する。なお、2次医療機関との重複もある。大阪府は各医療圏に一箇所以上3次医療機関があり、大変充実している。特に大阪市医療圏には6箇所存在する。またより高度な機能を持つ高度救命救急センターも3箇所存在する。
平成21年度に国が小児救命救急センターと小児集中治療室の必要性を指摘したため、大阪府が府内の小児医療体制の強化を目的に小児救命救急センターを整備、強化をすると発表した。PICU（小児集中治療室）が整い次第、指定した。指定した病院について本項、救命救急センターの次に掲載する。
また医師会が科目により3次相当の機能を持つと認定する医療機関も2次救急病院の中に存在する。これに関しても本項で一覧する。

### 3次救急病院一覧（全て救命救急センターもしくは高度救命救急センター）
| 3次救急病院一覧                                          |
| -------------------------------------------------------- |
| 大阪府立急性期・総合医療センター ☆                       |
| 国立病院機構大阪医療センター                             |
| 大阪市立総合医療センター                                 |
| 大阪赤十字病院                                           |
| 大阪警察病院                                             |
| 大阪公立大学医学部附属病院                               |
| 大阪府済生会千里病院千里救命救急センター                 |
| 大阪大学医学部附属病院 ☆                                 |
| 大阪府三島救命救急センター                               |
| 関西医科大学総合医療センター                             |
| 関西医科大学附属病院 ☆                                   |
| 大阪府立中河内救命救急センター                           |
| 近畿大学病院                                             |
| 堺市立総合医療センター                                   |
| 岸和田徳洲会病院                                         |
| りんくう総合医療センター（大阪府立泉州救命救急センター） |

（☆は高度救命救急センター）

### 大阪府が指定した小児救命救急センター一覧
| 大阪府内小児救命救急センター | 大阪府内小児救命救急センター |
| ---------------------------- | ---------------------------- |
| 高槻病院                     | 三島                         |
| 大阪市立総合医療センター     | 大阪市                       |
| 大阪母子医療センター         | 泉州                         |

### 大阪府医師会が位置づけた三次救急医療機能を有する医療機関一覧
救命救急センターを有しないが、診療科・分野によっては三次救急医療機能を有する医療機関である。
| 大阪府医師会が位置づけた三次救急医療機能を有する医療機関一覧 |
| ------------------------------------------------------------ |
| 国立循環器病センター (循環器、脳血管障害)                    |
| 大阪府立呼吸器・アレルギー医療センター (呼吸器)              |
| 北野病院 (循環器、脳血管障害)                                |
| 桜橋渡辺病院 (循環器)                                        |
| 阪和記念病院 (脳血管障害)                                    |

## ドクターヘリ
大阪府では平成20年1月17日からドクターヘリが運航されている。基地病院は大阪大学医学部附属病院である。屋上ヘリポートに常駐する。運航件数は全国と比べて多くはないが、大都市圏のドクターヘリのモデルケースとして、活躍している。使用機種はEC135で、運航はヒラタ学園が担当。所管を平成25年4月1日に関西広域連合に移管し運営を行っている。　「KANSAI・もず」の愛称がある。

## ドクターカー
府内いくつかの医療機関ではドクターカーが運行されている。病院直営が多いが、大阪府三島救命救急センターと、堺市立総合医療センター関西医科大学総合医療センターでは消防と連携し、救急隊員と車両が病院に詰める、ワークステーション型ドクターカーで運行されている。積極的に現場に出動するタイプのドクターカーも多く、特に千里救命救急センターのドクターカー（搬送機能付きドクターカー） は現場出動型ドクターカーとして全国初で、また出動件数も全国トップクラスである。
また、国立循環器病研究センターにもドクターカーがあるが、循環器病緊急疾患の患者へ向けて運用されるドクターカーであるため、専門性のあるドクターカーとなっている。

## 救急受け入れ件数
救急件数自体は府内でも多くなっており、府でも適正利用の啓発を実施している。救急受け入れ件数トップは平成26年度の調査によると医誠会病院で、年間10000件以上である。